# Lord of the Ages
"Lord of the Ages" is een nummer van de Britse band Magna Carta. Het nummer verscheen als de derde track op hun gelijknamige album uit 1973.

## Achtergrond
"Lord of the Ages" is geschreven door zanger en gitarist Christopher John Simpson. Het nummer heeft een sprookjesachtige tekst over een ruiter die de wereld lijkt te vernietigen. Het was oorspronkelijk geschreven als gedicht voor zanger Glen Stuart, die het kon vertellen aan het eind van een album. Simpson nam een demo op in het huis van een vriend, die de tekst oplas. Op dat moment bedacht hij de muziek, die hij binnen een half uur schreef.
"Lord of the Ages" begint met een spoken word-passage, die steeds terugkeert. Vanwege de lengte van tien minuten werd het nooit op single uitgebracht, ook niet in ingekorte vorm. Desondanks bleek het een van de populairste tracks van de band. Zo kwam het in Nederland regelmatig voor in de Radio 2 Top 2000, waarbij in 2000 de hoogste notering werd behaald op plaats 512.

## NPO Radio 2 Top 2000
| Nummer met noteringen in de NPO Radio 2 Top 2000 | '00 | '01-'08 | '09  | '10  | '11  | '12  | '13  | '14  | '15  | '16  | '17  |
| ------------------------------------------------ | --- | ------- | ---- | ---- | ---- | ---- | ---- | ---- | ---- | ---- | ---- |
| Lord of the Ages                                 | 512 | -       | 1373 | 1133 | 1259 | 1212 | 1432 | 1379 | 1346 | 1734 | 1876 |

1. ↑  Een '-' betekent dat het nummer niet was genoteerd en een vetgedrukt getal geeft de hoogste notering aan.
2. ↑  2000 was het eerste jaar met een notering voor dit nummer.
3. ↑  Deze tabel is bijgewerkt tot en met de laatste editie (2024).